# Ecocardiografia Doppler
L'ecocardiografia Doppler és un procediment que utilitza l'ecografia Doppler per examinar el cor. Un ecocardiograma utilitza ones sonores d'alta freqüència per crear una imatge del cor mentre que l'ús de la tecnologia Doppler permet determinar la velocitat i la direcció del flux sanguini mitjançant l'efecte Doppler.

## Descripció
Un ecocardiograma pot, dins de certs límits, produir una avaluació precisa de la direcció del flux sanguini i la velocitat de la sang i del teixit cardíac en qualsevol punt arbitrari mitjançant l'efecte Doppler. Una de les limitacions és que el feix d'ultrasons ha de ser el més paral·lel possible al flux sanguini. Les mesures de velocitat permeten avaluar les àrees i la funció de les vàlvules cardíaques, qualsevol comunicació anormal entre el costat esquerre i dret del cor, qualsevol fuga de sang a través de les vàlvules (ingurgitació valvular), el càlcul de la sortida cardíaca i el càlcul de la relació E/A (una mesura de la disfunció diastòlica). Els mitjans de contrast de microbombolles plens de gas amb ultrasons millorats amb contrast es poden utilitzar per millorar la velocitat o altres mesures mèdiques relacionades amb el flux.
Un avantatge de l'ecocardiografia Doppler és que es pot utilitzar per mesurar el flux sanguini dins del cor sense procediments invasius com el cateterisme cardíac.
A més, amb paràmetres de filtre/guany lleugerament diferents, el mètode pot mesurar les velocitats dels teixits mitjançant ecocardiografia Doppler tissular. La combinació de flux i velocitats dels teixits es pot utilitzar per estimar la pressió d'ompliment del ventricular esquerre, encara que només en determinades condicions.
Tot i que "Doppler" s'ha convertit en sinònim de "mesura de velocitat" en imatge mèdica, en molts casos no es mesura el desplaçament de freqüència (desplaçament Doppler) del senyal rebut, sinó el canvi de fase (quan arriba el senyal rebut). Tanmateix, el resultat del càlcul acabarà sent idèntic.
Aquest procediment s'utilitza sovint per examinar el cor dels nens per detectar malalties cardíaques perquè no hi ha cap requisit d'edat o mida.

## Imatge Doppler 2D
A diferència de la imatge Doppler 1D, que només pot proporcionar velocitat unidimensional i depèn de l'angle del feix al flux, l'estimació de la velocitat en 2D mitjançant ultrasons Doppler és capaç de generar vectors de velocitat amb components de velocitat axial i lateral. La velocitat 2D és útil fins i tot si existeixen condicions de flux complexes com l'estenosi i la bifurcació. Hi ha dos mètodes principals d'estimació de la velocitat en 2D mitjançant ultrasons: el seguiment de taques i el Doppler vectorial de feix creuat, que es basen a mesurar els canvis de temps i els canvis de fase respectivament.

### Doppler vectorial
El Doppler vectorial és una extensió natural de la imatge Doppler 1D tradicional basada en el canvi de fase. El canvi de fase es troba prenent l'autocorrelació entre els ecos de dos trets consecutius. La idea principal del Doppler vectorial és dividir el transductor en tres obertures: una al centre com a obertura de transmissió i dues a cada costat com a obertures de recepció. Els canvis de fase mesurats des de les obertures esquerra i dreta es combinen per donar les components de velocitat axial i lateral. Les posicions i els angles relatius entre les obertures s'han d'ajustar segons la profunditat del vaixell i la posició lateral de la regió d'interès.

### Seguiment de taques
El seguiment de taques, que és un mètode ben establert en compressió de vídeo i altres aplicacions, es pot utilitzar per estimar el flux sanguini en sistemes d'ecografia. La idea bàsica del seguiment de speckle és trobar la millor coincidència d'un speckle determinat d'un fotograma dins d'una regió de cerca en fotogrames posteriors. La decorrelació entre fotogrames és un dels principals factors que degraden el seu rendiment. La decorrelació és causada principalment per la diferent velocitat dels píxels dins d'un speckle, ja que no es mouen com un bloc. Això és menys greu quan es mesura el flux al centre, on la velocitat de canvi de velocitat és la més baixa. El flux al centre sol tenir la magnitud de velocitat més gran, anomenada "velocitat màxima". És la informació més necessària en alguns casos, com el diagnòstic d'estenosis. Hi ha principalment tres mètodes per trobar la millor coincidència: SAD (Suma de la diferència absoluta), SSD (Suma de la diferència al quadrat) i Correlació creuada. Suposem {\displaystyle X_{0}(i,j)} és un píxel al nucli i {\displaystyle X_{1}(i+\alpha ,j+\beta )} és el píxel mapa desplaçat per {\displaystyle (\alpha ,\beta )} a la regió de cerca.
SAD es calcula com: {\displaystyle D(\alpha ,\beta )=\sum _{i=1}\sum _{j=1}|X_{0}(i,j)-X_{1}(i+\alpha ,j+\beta )|}
SSD es calcula com: {\displaystyle D(\alpha ,\beta )=\sum _{i=1}\sum _{j=1}(X_{0}(i,j)-X_{1}(i+\alpha ,j+\beta ))^{2}}
El coeficient de correlació creuada normalitzada es calcula com: {\displaystyle \rho (\alpha ,\beta )={\frac {\sum _{i=1}\sum _{j=1}(X_{0}(i,j)-{\bar {X_{0}}})(X_{1}(i+\alpha ,j+\beta )-{\bar {X_{1}}})}{\sqrt {(\sum _{i=1}\sum _{j=1}(X_{0}(i,j)-{\bar {X_{0}}})^{2})(\sum _{i=1}\sum _{j=1}(X_{1}(i+\alpha ,j+\beta )-{\bar {X_{1}}})^{2})}}}}
on {\displaystyle {\bar {X_{0}}}} i {\displaystyle {\bar {X_{1}}}} són els valors mitjans de {\displaystyle X_{0}(i,j)} i {\displaystyle X_{1}(i,j)} respectivament. El {\displaystyle (\alpha ,\beta )} El parell que dona la D més baixa per a SAD i SSD, o la ρ més gran per a la correlació creuada, es selecciona com a estimació del moviment. Aleshores, la velocitat es calcula com el moviment dividit per la diferència de temps entre els fotogrames. Normalment, es pren la mediana o mitjana de les estimacions múltiples per donar un resultat més precís.

#### Precisió del subpíxel
En els sistemes d'ecografia, la resolució lateral sol ser molt inferior a la resolució axial. La mala resolució lateral de la imatge en mode B també provoca una mala resolució lateral en l'estimació del flux. Per tant, es necessita una resolució de subpíxel per millorar la precisió de l'estimació en la dimensió lateral. Mentrestant, podríem reduir la freqüència de mostreig al llarg de la dimensió axial per estalviar càlculs i memòries si el moviment del subpíxel s'estima amb prou precisió. En general, hi ha dos tipus de mètodes per obtenir la precisió del subpíxel: mètodes d'interpolació, com ara l'ajust parabòlic, i mètodes basats en fases en què es troba el retard màxim quan la fase de la funció de correlació creuada analítica creua zero.

##### Mètode d'interpolació (ajust parabòlic)

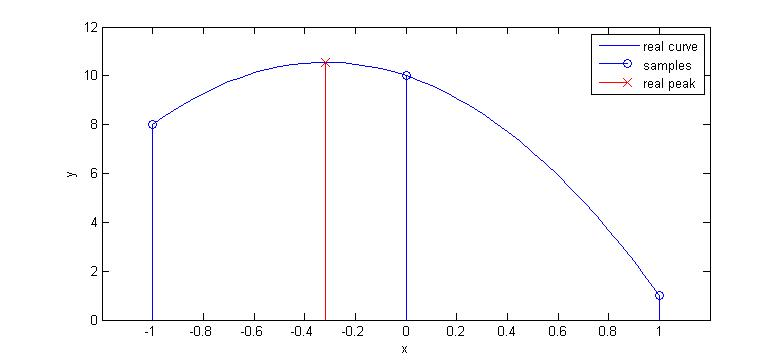
Interpolació per trobar el pic

Com es mostra a la figura de la dreta, l'ajust parabòlic pot ajudar a trobar el pic real de la funció de correlació creuada. L'equació per a l'ajust parabòlic en 1D és: {\displaystyle k_{int}=k_{s}-{\frac {(R_{12}(k_{s}+1)-R_{12}(k_{s}-1))}{2(R_{12}(k_{s}+1)-2R_{12}(k_{s})+R_{12}(k_{s}-1))}}}
on {\displaystyle R_{12}} és la funció de correlació creuada i {\displaystyle k_{s}} és el cim trobat originalment. {\displaystyle k_{int}} llavors s'utilitza per trobar el desplaçament dels dispersors després de la interpolació. Per a l'escenari 2D, això es fa tant en dimensions axials com laterals. Es poden utilitzar algunes altres tècniques per millorar la precisió i la robustesa del mètode d'interpolació, inclòs l'ajust parabòlic amb compensació de biaix i la interpolació de filtre coincident.

##### Mètode basat en fases
La idea principal d'aquest mètode és generar una fase lateral sintètica i utilitzar-la per trobar la fase que creua zero en el pic de retard.

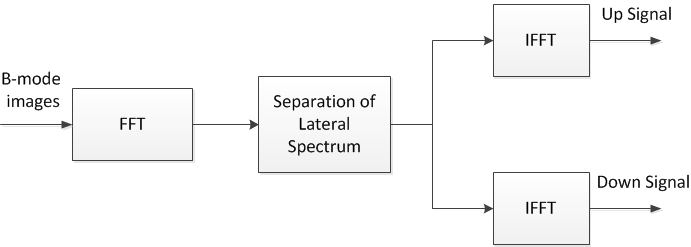
Generació de fases laterals

La figura de la dreta il·lustra el procediment de creació de la fase lateral sintètica, com a primer pas. Bàsicament, l'espectre lateral es divideix en dos per generar dos espectres amb freqüències centrals diferents de zero. La correlació creuada es fa tant per al senyal amunt com per a la baixa, creant {\displaystyle R_{up}} i {\displaystyle R_{down}} respectivament. La funció de correlació lateral i la funció de correlació axial es calculen de la següent manera: {\displaystyle R_{lateral}=R_{up}*R_{down}^{*};R_{axial}=R_{up}*R_{down}}
Tenen la mateixa magnitud i el pic sencer es troba mitjançant mètodes tradicionals de correlació creuada. Després de localitzar el pic sencer, s'extreu una regió de 3 per 3 que envolta el pic amb la seva informació de fase. Tant per a les dimensions laterals com axials, es troben els encreuaments per zero d'una funció de correlació unidimensional als retards de l'altra dimensió i es crea una línia lineal de mínims quadrats en conseqüència. La intersecció de les dues línies dona l'estimació del desplaçament 2D.

### Comparació entre Doppler vectorial i seguiment de speckle
Ambdós mètodes es podrien utilitzar per a la imatge vectorial de velocitat 2D, però el seguiment de taques seria més fàcil d'estendre a 3D. A més, en Doppler vectorial, la profunditat i la resolució de la regió d'interès estan limitades per la mida de l'obertura i l'angle màxim entre les obertures de transmissió i recepció, mentre que Speckle Tracking té la flexibilitat d'alternar la mida del nucli i la regió de cerca per adaptar-se. a un requisit de resolució diferent. Tanmateix, el Doppler vectorial és menys complex computacionalment que el seguiment de taques.

### Estimació del cabal volumètric
L'estimació de la velocitat a partir del Doppler convencional requereix el coneixement de l'angle feix a flux (angle d'inclinació) per produir resultats raonables per a fluxos regulars i fa una mala feina per estimar patrons de flux complexos, com els deguts a l'estenosi i/o la bifurcació. L'estimació del cabal volumètric requereix integrar la velocitat a través de la secció transversal del recipient, amb supòsits sobre la geometria del recipient, cosa que complica encara més les estimacions del flux. Les dades Doppler 2D es poden utilitzar per calcular el cabal volumètric en determinats plans d'integració. El pla d'integració s'escull per ser perpendicular al feix, i la potència Doppler (generada a partir del mode Doppler de potència de l'ecografia Doppler) es pot utilitzar per diferenciar entre els components que es troben dins i fora del vas. Aquest mètode no requereix coneixements previs de l'angle Doppler, el perfil de flux i la geometria del vas.

## Promesa del 3D
Fins fa poc, les imatges d'ecografia eren vistes en 2D i s'havien confiat en especialistes altament entrenats per orientar correctament la sonda i seleccionar la posició dins del cos a la imatge amb només pocs i complexos indicis visuals. La mesura completa de vectors de velocitat 3D fa possibles moltes tècniques de postprocés. No només es pot mesurar el flux volumètric a través de qualsevol pla, sinó que també es pot calcular altra informació física, com ara l'estrès i la pressió, a partir del camp de velocitat 3D. Tanmateix, és bastant difícil mesurar el flux sanguini complex per donar vectors de velocitat, a causa de la velocitat d'adquisició ràpida i els càlculs massius necessaris per a això. Per tant, la tècnica d'ona plana és prometedora, ja que pot generar una velocitat de fotogrames molt alta.